# كريستوف مارشان
كريستوف مارشان (بالفرنسية: Christophe Marchand)‏ هو سباح فرنسي، ولد في 6 أغسطس 1972 في Villeparisis ‏ في فرنسا.

## وصلات خارجية
- كريستوف مارشان على موقع الاتحاد الدولي للسباحة (الإنجليزية)
- كريستوف مارشان على موقع SwimRankings.net (الإنجليزية)
- كريستوف مارشان على موقع اللجنة الأولمبية الدولية (الإنجليزية)
- كريستوف مارشان على موقع أوليمبيديا (الإنجليزية)